# Ďurkovec
Ďurkovec (polsky Dziurkowiec, 1188,7 m n. m.) je hora v Bukovských vrších na slovensko-polské státní hranici. Nachází se v pohraničním hřebeni mezi vrcholy Pľaša (1162 m) na severozápadě a Jarabá skala (1199 m) na východě. Jižním směrem vybíhá z hory dlouhá lesnatá rozsocha směřující přes vrcholy Veľký Bukovec (1011 m) a Kýčera (980 m) k vrcholu Vyšná Brackaňa (911 m), za nímž přes několik nižších vrcholů klesá do údolí říčky Ulička. Severní svahy Ďurkovce klesají do údolí potoka Chomów, jihozápadní do údolí Poloninského potoka a jihovýchodní do údolí Ďurkovského potoka. Vrcholem prochází hranice mezi slovenským NP Poloniny a polskou CHKO Cisna-Wetlina. Na slovenské straně se rozkládá NPR Jarabá skala.

## Přístup
- po červené  značce ze Sedla pod Ďurkovcom
- po červené  značce z vrcholu Jarabá skala

## Fotogalerie

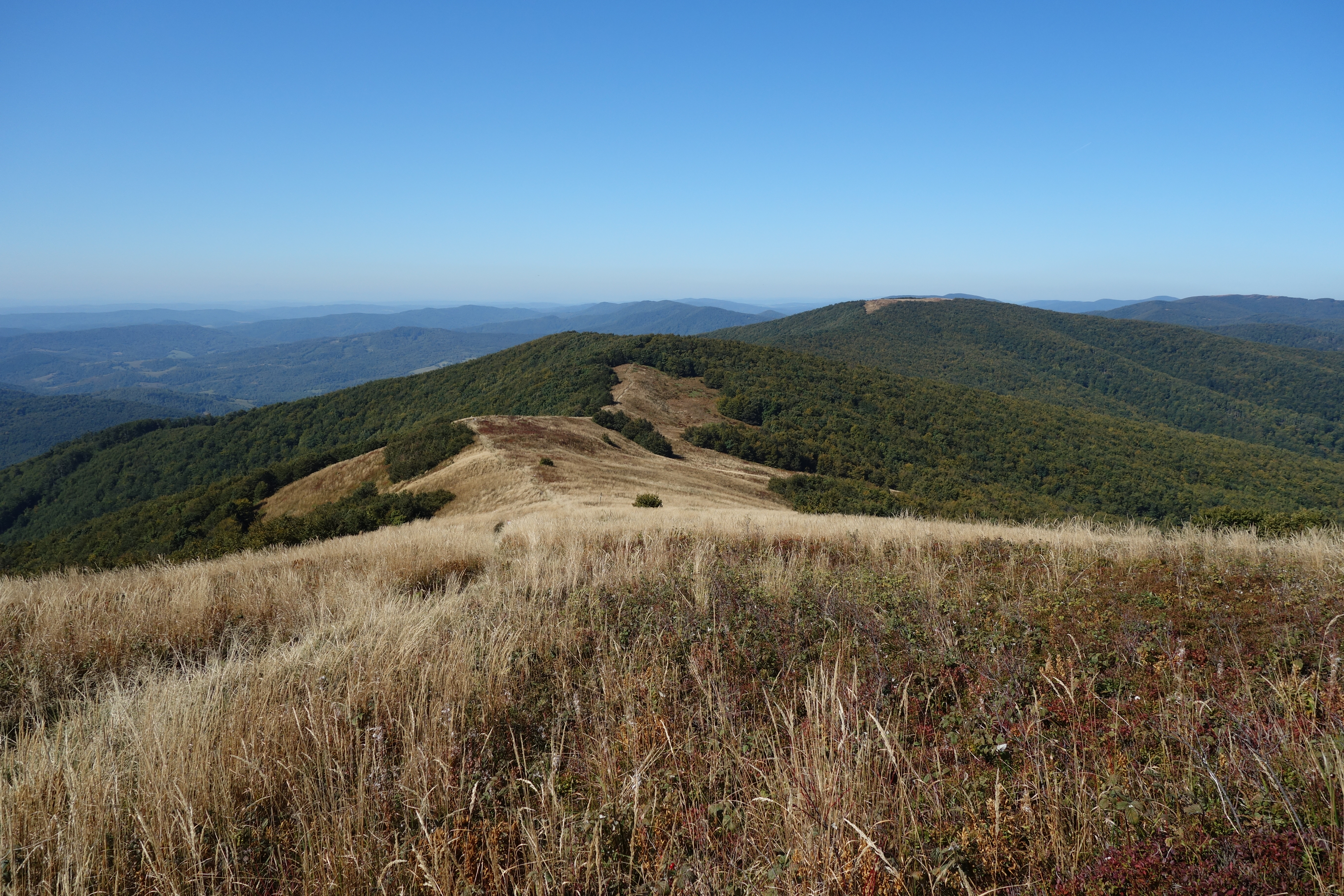
Pohled z Ďurkovca
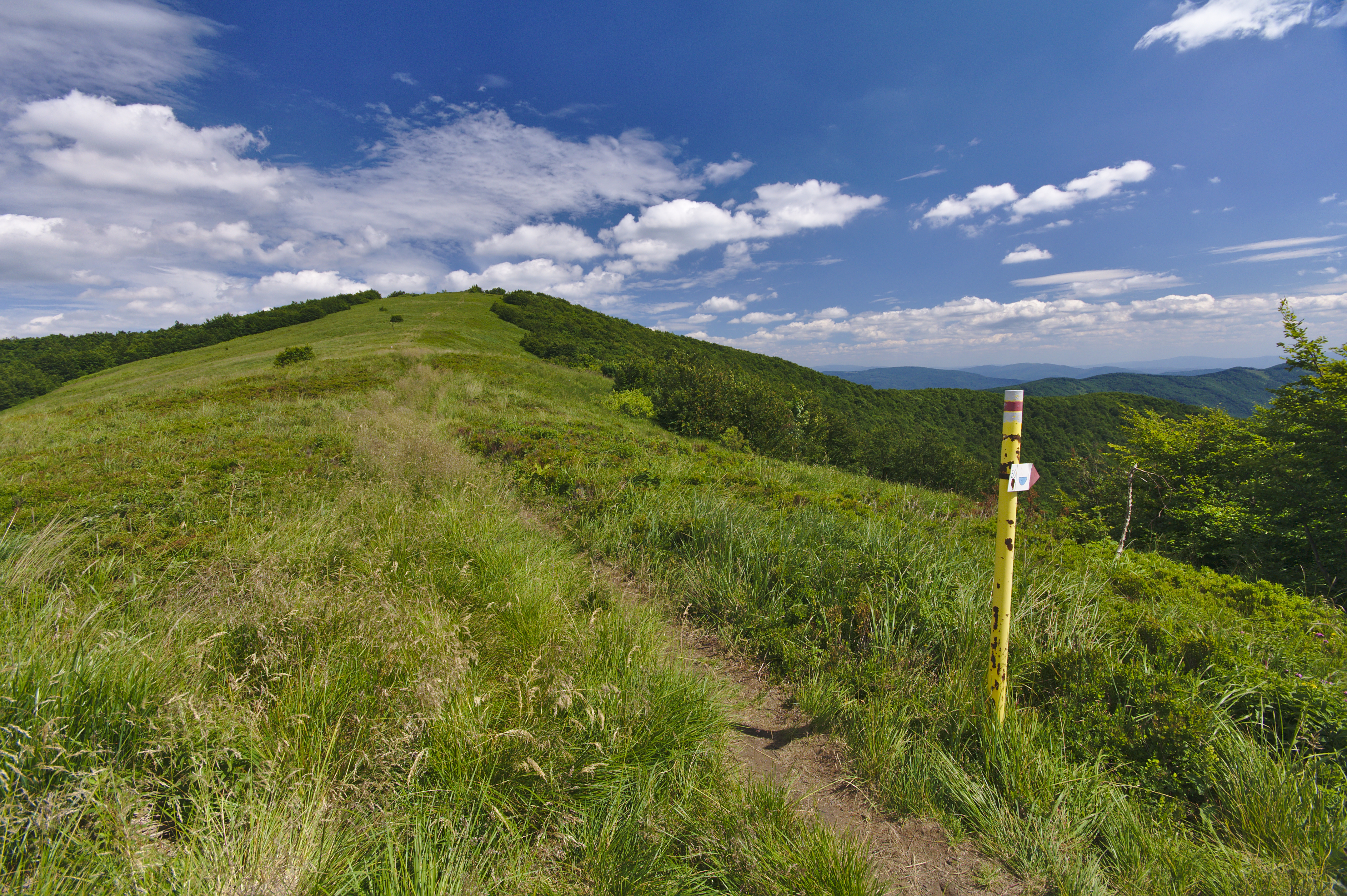
Ďurkovec ze Sedla pod Ďurkovcom
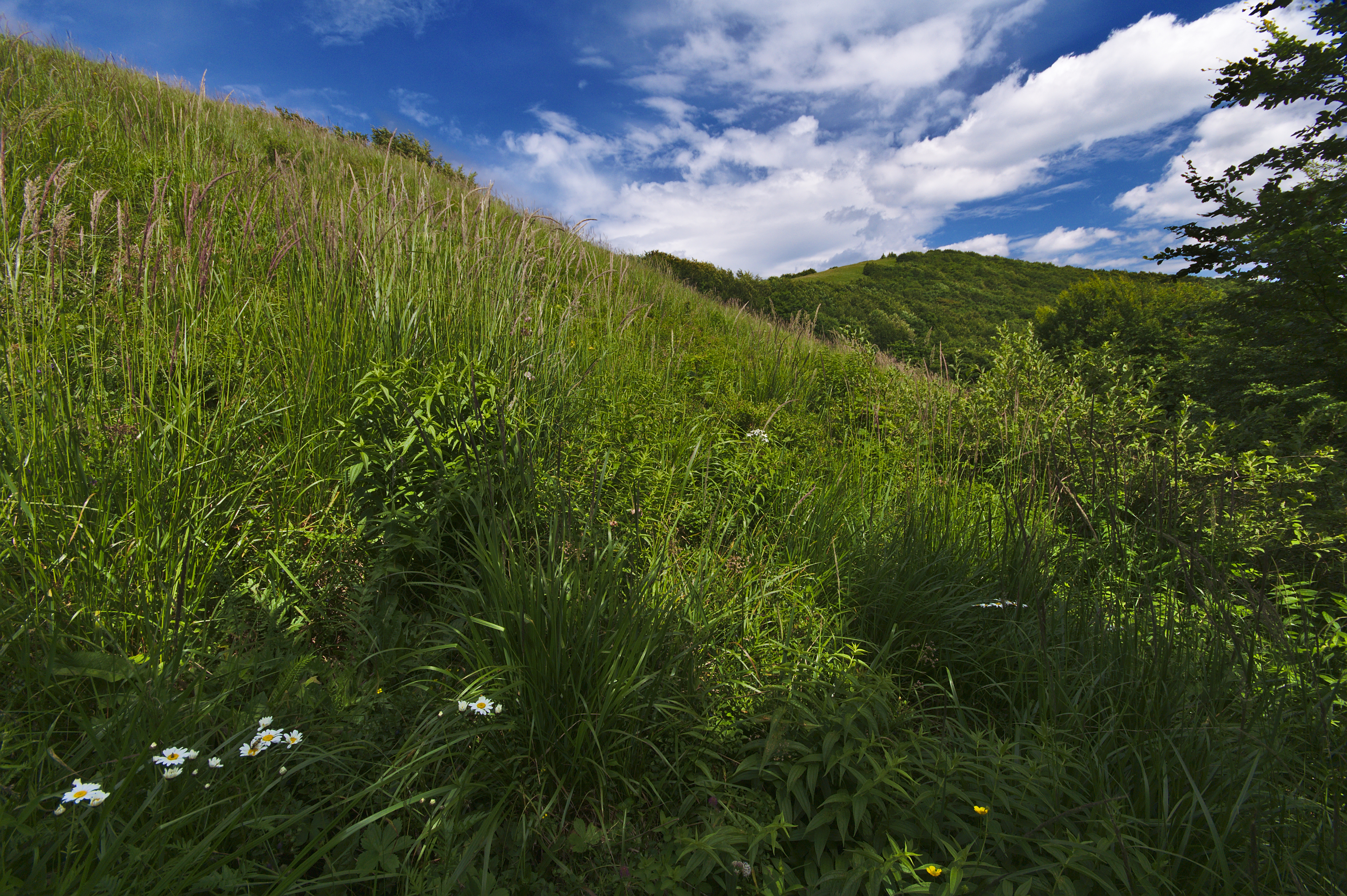
Ďurkovec ze zelené turistické trasy do Runiny
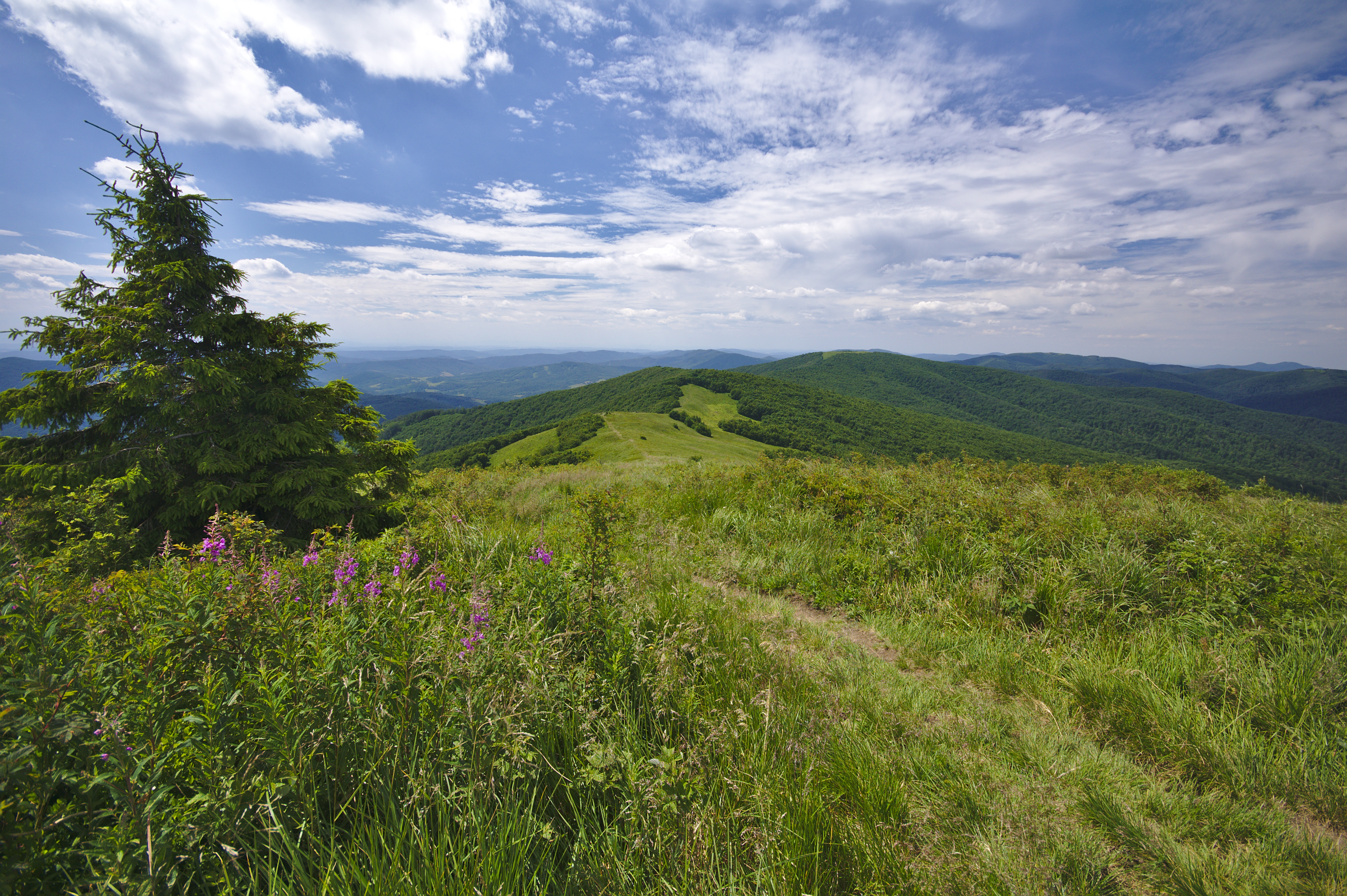
Pohled z Ďurkovca směrem na západ
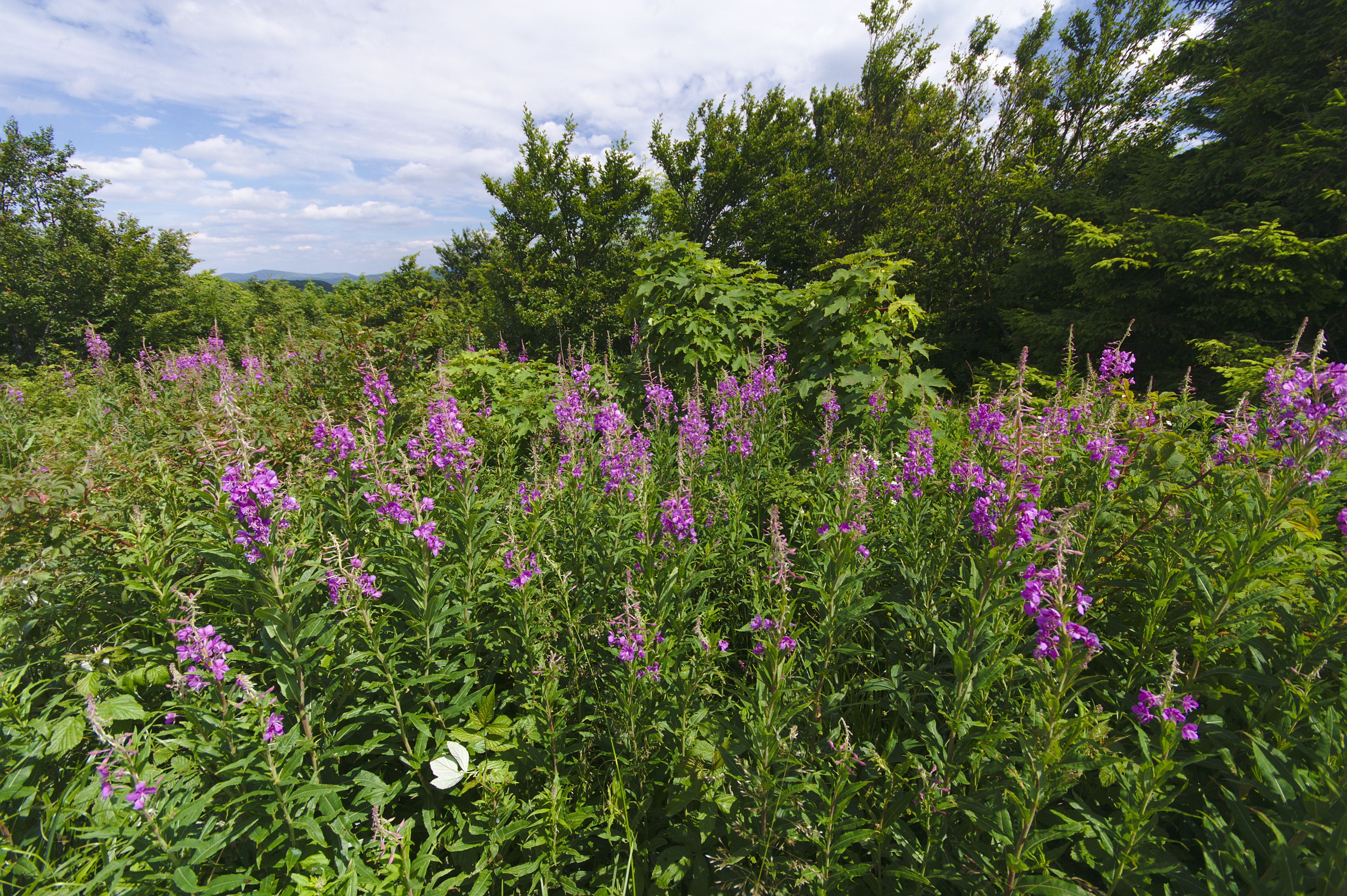
Flóra na vrcholu
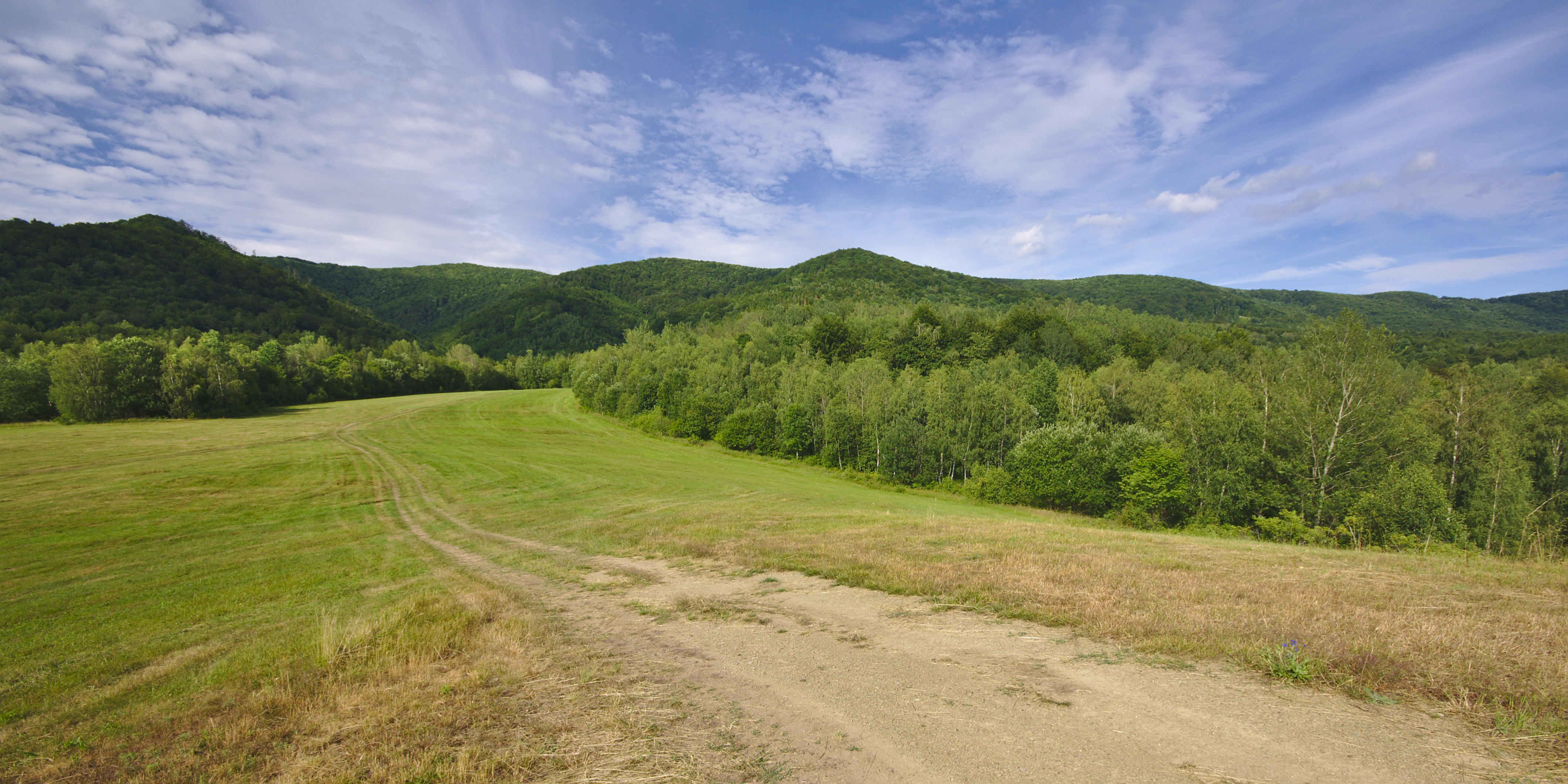
Pohled na vrchol od Runiny
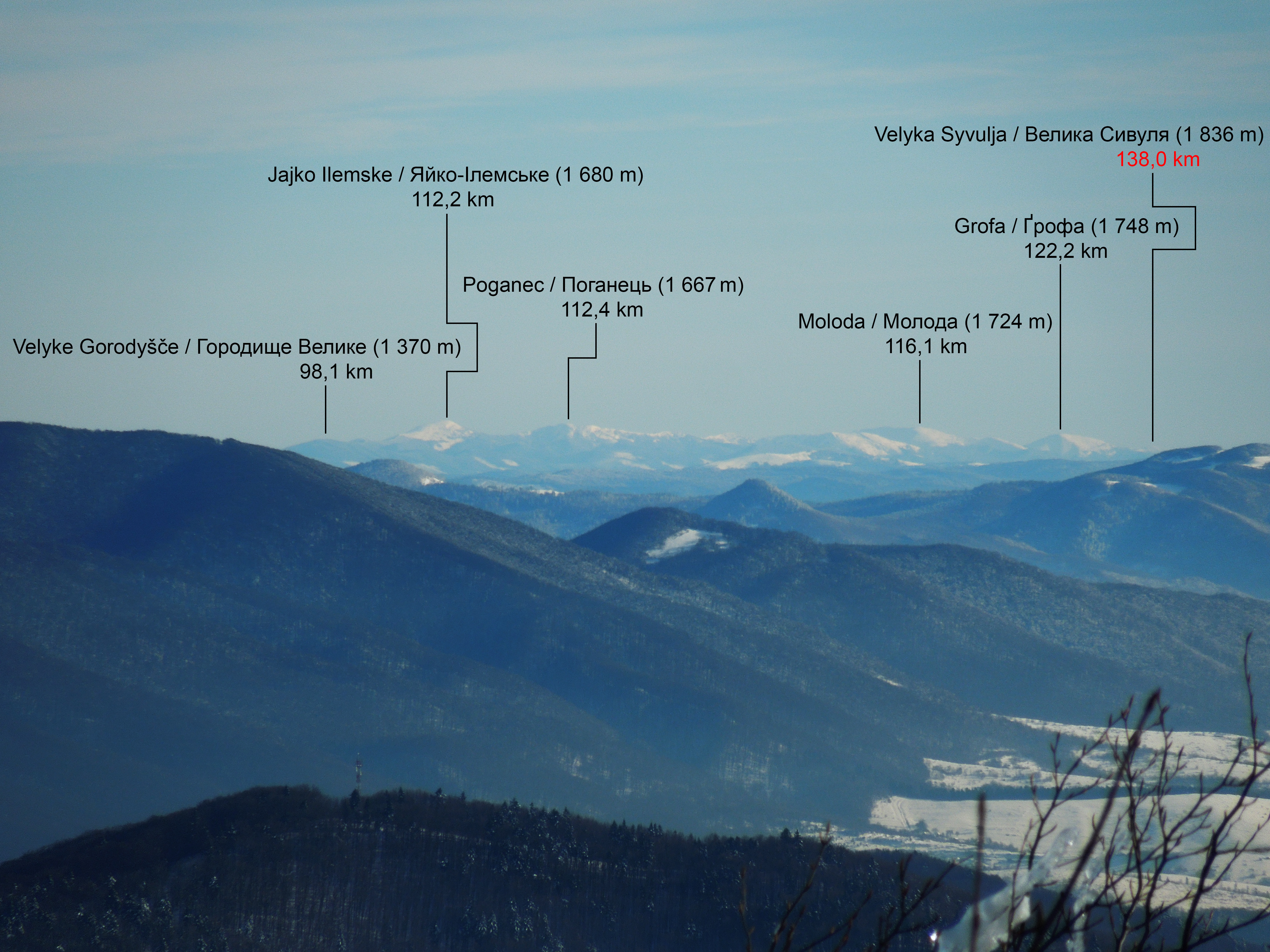
Pohled na ukrajinské Karpaty z Ďurkovca
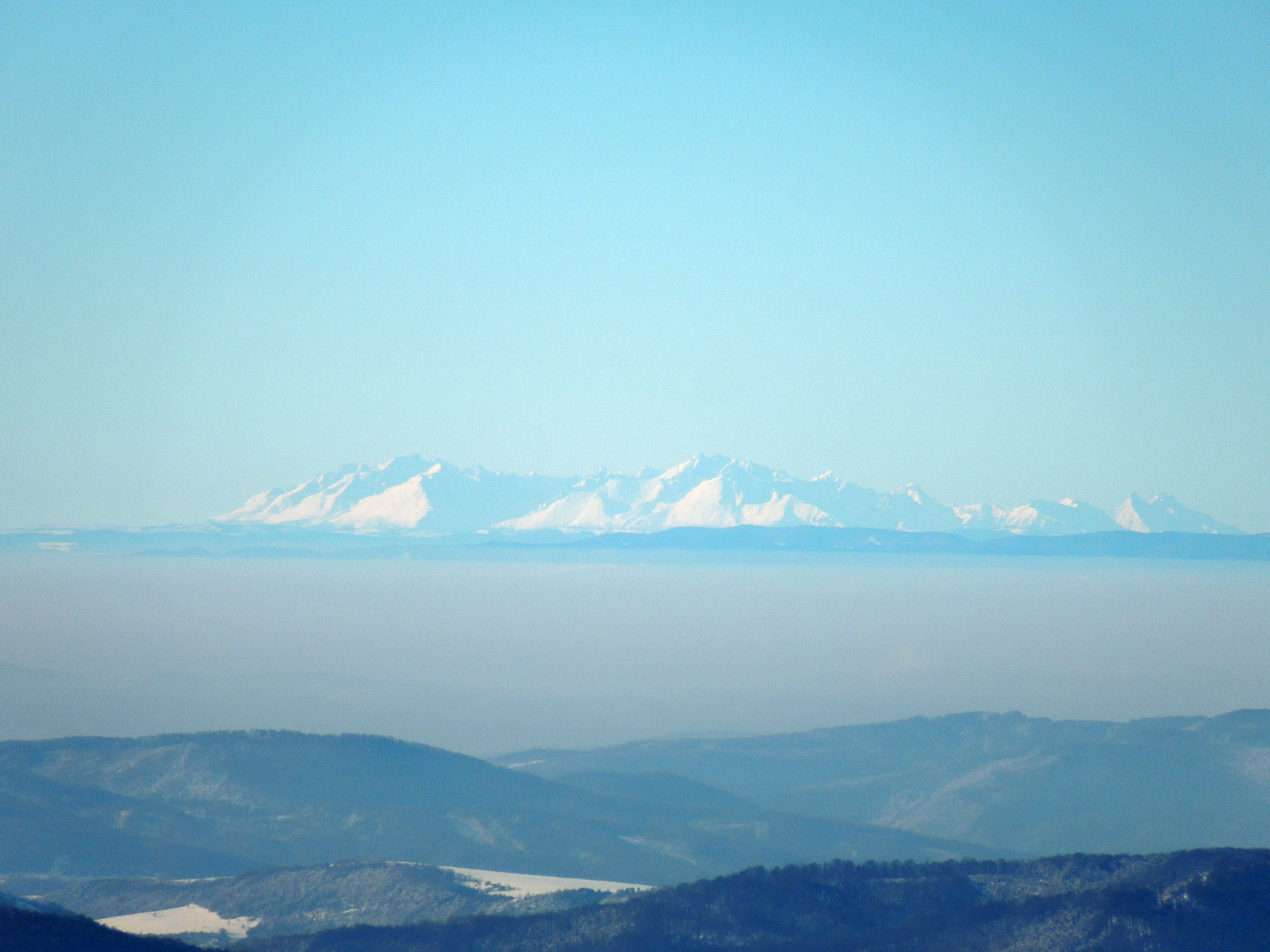
Pohled na Tatry z Ďurkovca